# District de Zhen'an
Pour les articles homonymes, voir Zhen'an.
Le district de Zhen'an (振安区 ; pinyin : Zhèn'ān Qū) est une subdivision administrative de la province du Liaoning en Chine. Il est placé sous la juridiction de la ville-préfecture de Dandong.